# Đức năm 2024
Dưới đây là sự kiện trong năm tại Đức 2024.

## Đương nhiệm
- Tổng thống – Frank-Walter Steinmeier
- Chủ tịch Quốc hội Liên bang Đức – Bärbel Bas
- Thủ tướng – Olaf Scholz
- Chủ tịch Hội đồng Liên bang Đức – Manuela Schwesig
- Chủ tịch Tòa án Hiến pháp Liên bang Đức – Stephan Harbarth.

## Sự kiện

### Tháng 1
- 5 tháng 1 – Bốn người thiệt mạng và những người khác bị thương trong vụ hỏa hoạn tại bệnh viện ở Uelzen.[1]
- 8 tháng 1 – Nông dân chặn đường vào đường cao tốc ở các vùng của Đức, phát động một tuần biểu tình phản đối kế hoạch của chính phủ nhằm loại bỏ các khoản giảm trừ thuế đối với dầu diesel sử dụng trong nông nghiệp.[2]
- 10 tháng 1 – Các cuộc biểu tình được tổ chức trên khắp nước Đức để kêu gọi lệnh cấm đối với đảng cánh hữu Con đường khác cho nước Đức. Điều này là do Cuộc họp của những người cực đoan cánh hữu tại Potsdam năm 2023.[3][4]
- 10 tới 28 tháng 1 – Giải vô địch Bóng ném Nam châu Âu 2024[5]
- 23 tháng 1:
  - Tòa án Hiến pháp Liên bang Đức quy định rằng đảng cực hữu nhỏ như là Die Heimat (The Homeland) trước đây là Đảng Dân chủ Quốc gia Đức (NPD) không được nhận tài trợ của nhà nước.[6][7][8][9]
  - Đức thông báo rằng họ sẽ tặng sáu máy bay trực thăng SH-3 Sea King cho Không quân Ukraina để giúp lực lượng này tuần tra Biển Đen.[10]

### Tháng 2
- 8 tới 11 tháng 2 – Giải vô địch Khúc côn cầu Trong nhà EuroHockey Nữ 2024 ở Berlin[11]

### Tháng 3
- 1 tháng 3 - Một binh sĩ giết chết bốn người trong một vụ xả súng ở Scheeßel và Bothel ở Niedersachsen trước khi bị bắt giữ.[12]

### Tháng 6
- 9 tháng 6 – 
  - Cuộc bầu cử Nghị viện Châu Âu năm 2024 tại Đức
  - Cuộc bầu cử quận Hamburg năm 2024
- 14 tháng 6 đến 14 tháng 7 – Giải vô địch bóng đá châu Âu 2024[13]

### Tháng 7
- 14 tháng 7 – Trận chung kết Giải vô địch bóng đá châu Âu 2024 diễn ra tại Berlin

### Đã được lên lịch
- 1 tháng 9 – Cuộc bầu cử bang Sachsen 2024
- 1 tháng 9 – Cuộc bầu cử bang Thuringian 2024

## Ngày lễ
Nguồn:
- 1 tháng 1 - Tết Dương lịch
- 6 tháng 1 - Lễ Hiển Linh
- 8 tháng 3 - Ngày Quốc tế Phụ nữ
- 28 tháng 3 - Thứ Năm Tuần Thánh
- 29 tháng 3 - Thứ Sáu Tuần Thánh
- 31 tháng 3 - Chúa nhật Phục Sinh
- 1 tháng 4 - Thứ Hai Phục Sinh
- 1 tháng 5 - Ngày Quốc tế Lao động
- 9 tháng 5 - Lễ Thăng Thiên
- 19 tháng 5 - Whit Sunday
- 20 tháng 5 - Whit Monday
- 30 tháng 5 - Lễ Mình và Máu Thánh Chúa Kitô
- 15 tháng 8 - Lễ Đức Mẹ Lên Trời
- 20 tháng 9 - Ngày Thiếu nhi
- 3 tháng 10 - Ngày thống nhất nước Đức
- 31 tháng 10 - Ngày Cải cách Tin lành
- 1 tháng 11 - Lễ Các Thánh
- 20 tháng 11 - Ngày Sám Hối
- 25 tháng 12 - Giáng Sinh
- 26 tháng 12 – Ngày Thánh Stephen

## Mất

### Tháng 1

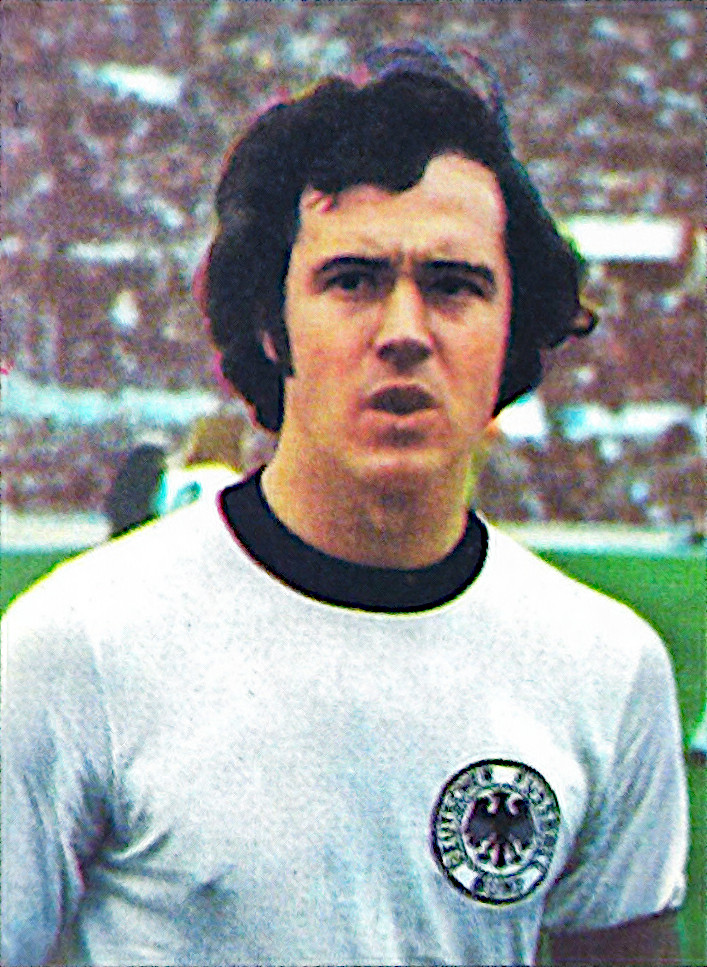
Franz Beckenbauer

- 1 tháng 1 – Hartmut Ritzerfeld, 73, họa sĩ.[15]
- 2 tháng 1 – Chris Karrer, 76, nghệ sĩ guitar và nhà soạn nhạc.[16]
- 3 tháng 1 – Günther Fielmann, 84, nhà bán lẻ kính mắt, người sáng lập Fielmann.[17]
- 4 tháng 1 – Christian Oliver, 51, diễn viên nổi tiếng với loạt phim truyền hình Cobra 11.[18]
- 5 tháng 1:
  - Herbert Linge, 95, tay đua.[19]
  - Nicholas Rescher, 95, Triết gia người Mỹ gốc Đức, người sáng lập American Philosophical Quarterly, History of Philosophy Quarterly và Public Affairs Quarterly.[20]
  - Robert Rosenthal, 90, nhà tâm lý học người Mỹ gốc Đức.[21]
- 6 tháng 1 – Erwin Schild, 103, Giáo sĩ và tác giả người Canada gốc Đức, theo Đảng Bảo thủ.[22]
- 7 tháng 1 – Franz Beckenbauer, 78, cầu thủ bóng đá (Bayern Munich, đội tuyển quốc giá).[23]
- 11 tháng 1 – Sigi Schwab, 83, nghệ sĩ guitar.[24]
- 16 tháng 1 – Kay Bernstein, 43, doanh nhân, chủ tịch của Hertha BSC (2022–2024).[25]
- 17 tháng 1 – Ulrich Voß, 85, diễn viên và nhà văn[26]
- 19 tháng 1 – Klaus Wunder, 73, cầu thủ bóng đá (MSV Duisburg, Bayern Munich, Thế vận hội 1972).[27]
- 22 tháng 1 – Elke Erb, 85, tác giả.[28]
- 23 tháng 1 – Frank Farian, 82, ca sĩ và nhà sản xuất, thu âm (Boney M, Milli Vanilli).[29]
- 26 tháng 1 – Hartmut Bagger, 85, đại tướng.[30]
- 30 tháng 1:
  - Achim Benning, 89, diễn viên và đạo diễn sân khấu.[31]
  - Helmut Peuser, 83, chính trị gia người Đức.

### Tháng 2

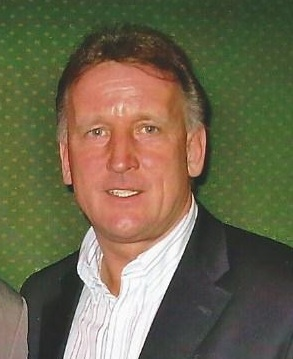
Andreas Brehme

- 2 tháng 2 – Oskar Negt, 90, triết gia và nhà lý luận xã hội
- 5 tháng 2 – Helga Paris, 85, nhiếp ảnh gia
- 5 tháng 2 – Peter Kulka, 86, kiến trúc sư
- 10 tháng 2 – Johanna von Koczian, 90, nữ diễn viên
- 14 tháng 2 – Wolfgang Weider, 91, Giám mục Công giáo La Mã
- 19 tháng 2 – Jan Assmann, 85, nhà Ai Cập học
- 19 tháng 2 – Horst Naumann, 98, diễn
- 20 tháng 2 – Andreas Brehme, 63, cầu thủ bóng đá và huấn luyện viên
- 24 tháng 2 – Bernard Broermann, 80, doanh nhân
- 25 tháng 2 – Horst Schmidbauer, 79, chính trị gia
- 25 tháng 2 – Fabian Schulze, 39, vận động viên nhảy sào
- 26 tháng 2 - Alois Glück, 84, chính trị gia
- 26 tháng 2 - René Pollesch, 62, tác giả và nhà viết kịch
- 26 tháng 2 - Ruth Wolf-Rehfeldt, 92, nghệ sĩ